# Згурский, Лука Вадимович
Лука́ Вади́мович Згу́рский (род. 5 декабря 2005, Севастополь) — российский и украинский футболист, нападающий казахстанского клуба «Атырау».

## Клубная карьера
Родился в Севастополе. Футболом начал заниматься в местной СДЮШОР-5, первый тренер Александр Михайлович Гуйганов. В апреле 2016 года перешёл в академию московского ЦСКА.
С 2023 года начал привлекаться к играм молодёжной команды ЦСКА. В её составе стал бронзовым призёром Молодёжной футбольной лиги в сезоне 2023/23.
14 февраля 2024 года на правах свободного агента присоединился к узбекистанскому клубу «Андижан». 3 марта 2024 года в матче чемпионата Узбекистана против АГМК дебютировал в профессиональном футболе. В матче 2-го тура чемпионата Узбекистана против «Бунёдкора» на 7-й минуте забил дебютный гол за команду.
27 февраля 2025 года на правах аренды перешёл в казахстанский клуб «Туран». 27 апреля 2025 года в матче против «Окжетпеса» дебютировал в чемпионате Казахстана.
26 июня 2025 года подписал контракт с клубом «Атырау».

## Карьера в сборной
В августе 2023 года был вызван в сборную России (до 21 года). 8 сентября 2023 года дебютировал за команду в товарищеском матче против сборной Узбекистана (до 18 лет).

## Статистика выступлений
| Выступление      | Выступление      | Выступление      | Лига | Лига | Кубки | Кубки | Итого | Итого |
| Клуб             | Лига             | Сезон            | Игры | Голы | Игры  | Голы  | Игры  | Голы  |
| ---------------- | ---------------- | ---------------- | ---- | ---- | ----- | ----- | ----- | ----- |
| Андижан          | Суперлига        | 2024             | 14   | 1    | 3     | 0     | 17    | 1     |
| Андижан          | Итого            | Итого            | 14   | 1    | 3     | 0     | 17    | 1     |
| → Туран          | КПЛ              | 2025             | 12   | 2    | 2     | 0     | 14    | 2     |
| → Туран          | Итого            | Итого            | 12   | 2    | 2     | 0     | 14    | 2     |
| Атырау           | КПЛ              | 2025             | 4    | 0    | 0     | 0     | 4     | 0     |
| Атырау           | Итого            | Итого            | 4    | 0    | 0     | 0     | 4     | 0     |
| Всего за карьеру | Всего за карьеру | Всего за карьеру | 30   | 3    | 5     | 0     | 35    | 3     |

## Достижения
ЦСКА (Москва)
- Бронзовый призёр Молодёжной футбольной лиги: 2023/23

«Андижан»
- Обладатель Кубка Узбекистана: 2024[англ.]
- Итого : 1 трофей